# Ādolfs Sīmanis
Ādolfs Sīmanis (* 11. März 1909 in Riga; † September 1979 in Illinois, Vereinigte Staaten) war ein lettischer Fußballnationalspieler und späterer Trainer.

## Werdegang
Sīmanis begann seine Karriere bei den Rigas Vanderers und spielte dort bis 1940. Durch seine guten Leistungen auf der Stürmerposition wurde er 1932 zum ersten Mal für die Nationalmannschaft Lettland berufen. Es folgten bis 1940 neun Länderspiele, wobei er mit neun Treffern eine ausgeglichene Bilanz hat. Zweimal gewann er mit der Nationalmannschaft in dieser Zeit den Baltic Cup. 1940 wechselte er noch für eine Saison zum FK Dinamo Riga. Im Herbst 1940 brach er sich bei einem Spiel in Moskau ein Bein und kehrte auch nach Genesung nicht mehr in den aktiven Fußball zurück. 1944 übernahm er für ein Jahr das Traineramt beim RFK Riga bis zur Auflösung der Lettischen Vereine nach dem Zweiten Weltkrieg. Er wanderte später in die Vereinigten Staaten aus, wo er im September 1979 starb.